# 上大崎アベック連続殺人事件
上大崎アベック連続殺人事件（かみおおさきアベックれんぞくさつじんじけん）とは1946年3月15日から同年4月22日にかけて東京都品川区上大崎で発生した連続殺人事件。

## 事件
1946年3月15日夜に東京・上大崎の庭園内で女性が鋭利な刃物で刺殺される事件が発生した。翌日、大崎派出所へ工員・Hが「私は犯人をみました」と届け出た。Hによれば被害者であるT（39歳）と現場で密会していた時に大きな男が立ちはだかり、短刀を突きつけて「金を出せ」と言って被害者を刺殺したということであった。4月9日には第1事件の現場付近でデート中の女性（29歳）が首や後頭部を刺されて殺害される事件が発生した。4月22日の夜には上大崎でデート中のAが手をバンドで拘束され、首を刺されて死亡した。この時、犯人は連れの男性にも「お前も刺してやろうか」と言ったが、男性は医学生であり、「毎日死体解剖やっているから殺されたくない」と答えたため犯人から「お前はおもしろいことをいうな」と共感を得て死を免れた。その後、遺留品の捜索から1946年5月3日に犯人である工員・K（19歳）が逮捕された。Kはその後3件の殺人を自白した。

### 世間の反応
逮捕後Kは「アベック殺人魔」の異名をとった。

### Kの生い立ち
Kは5人兄弟の次男であり、生まれつき特殊な性癖を持っていた。前年4月から失業しており、そのため両親ら家族から疎んじられていた。

### 動機
殺人の動機としては「金ほしさから」と答えていたが、「刃物を突きつけると恐怖に震える女の姿にスリルと興味を感じた」「アベックの男女をみると、なぜか嫉妬を感じ、にくらしくも思った」とも話した。

### 判決
1958年に統合失調症を理由にKに無罪判決が言い渡された。

## 参考文書
- 読売新聞「自供まだ一件 アベック殺しのK」1950年5月6月 2頁
- 読売新聞「女の顔が憎らしい とんち教室で刑事をまいた 殺人魔Kと問答」